# Дзержковиці (Опольське воєводство)
Дзержковиці (пол. Dzierżkowice, нім. Dirschkowitz) — село в Польщі, у гміні Браниці Ґлубчицького повіту Опольського воєводства.
Населення — 151 особа (2011).
У 1975-1998 роках село належало до Опольського воєводства.

## Демографія
Демографічна структура станом на 31 березня 2011 року:
|          | Загалом | Допрацездатний вік | Працездатний вік | Постпрацездатний вік |
| -------- | ------- | ------------------ | ---------------- | -------------------- |
| Чоловіки | 77      | 16                 | 54               | 7                    |
| Жінки    | 74      | 11                 | 42               | 21                   |
| Разом    | 151     | 27                 | 96               | 28                   |